# Kudzsi-in
A Kudzsi-in (九字印; Hepburn: kuji-in, ’kilenc-szó(tag)-mudra’)　az egyik legismertebb mágikus nindzsa trükk, amely az ujjakkal leadott különleges jelzésekből állt. Ezek a jelzések különféle mozdulatok kombinációi, amelyeket azáltal végez valaki, hogy az ujjait összefonja. A jelzések betűjelei leírhatók a háromszor hármas kockasémában is. Egyesek szerint a nindzsák ilyen módon hipnotizálták ellenségüket, hogy maradjon tétlen, mások szerint viszont az ilyen ujj-jelzések hirtelen fokozták a nindzsa erejét, de e jelzések eredete is eltérő.

## Eredete
A jelzések a valóságban mudrák. Ez egy szanszkrit szó, amely egész egyszerűen a kéz gesztusait jelenti. Különösen megfigyelhetők ezek a kézmozdulatok buddhista szobrokon, és Japánban a 7. században honosította meg őket egy Kóbó Daisi (弘法大師) nevű szerzetes, az ezoterikus buddhizmus Singon szektájának megalapítója. Kóbó Daisi megfogalmazásában a mudrá az ujjak olyan mozgását jelentette, amely nyomatékosan kiegészítette a szavak mondanivalóját és a Singon szekta egy kézikönyve, amelyet E.D.Saunders idéz, 295 különböző ujj-jelzést sorol fel. Ezek közül néhányat a pap végzett szertartás keretében, míg mások szobrokon jelentek meg. Az ujjak minden egyes elrendeződésének külön jelentése van és a két kéz mindegyike minden részének megvan a maga mondanivalója – ha például az ember egy ujjával megérinti azt a részt, s közben a kezével „rózsafüzér” formát képez. Ezért ezek az ujj-jelzések a legszorosabban a Singon buddhizmus vallási szertartásaihoz kapcsolódnak, de ami a történelmi szerepüket illeti, gyakran telítődnek mágikus tartalommal. Nagyon gyakran láthatunk műalkotásokon ábrázolt mágusokat, amint ujjaikkal ilyen jelzéseket adnak.
Hacumi Maszaaki (初見良昭) a következőképpen írja le:
„A kudzsi, vagyis a kilenc szó elve ősi észak-indiai és tibeti misztikus tanokból származik. A selyemúton került Kínába ezer esztendővel ezelőtt, és folyamatosan változott, fejlődött, míg a Tang-dinasztia korában Japánba át nem jutott. Itt részévé vált a Mikkjónak (密教), a titkos tanításoknak.”

## Mantrákés mudrák
Japánban a következő kilenc szótag használatos:  Rin (臨), Hjó (兵), Tó (闘), Sa (者), Kai (皆), Dzsin (陣), Recu (列), Zai (在), Zen (前).

## Lásd még
Mudra, Hand Gestures with religious meaning:
http://www.onmarkproductions.com/html/mudra-japan.shtml